# Richard de Redvers
Richard de Redvers (auch Reviers, Rivers oder Ripariis; † 8. September 1107) war ein normannischer Adliger aus Reviers bei Caen. Seine Herkunft ist ungeklärt, vielleicht war er einer der Teilnehmer an der normannischen Eroberung Englands. Sein Aufstieg begann als einer der wichtigsten Unterstützer König Heinrichs I. in dessen Kampf gegen Herzog Robert um den englischen Thron. Richard de Redvers wurde für seinen Einsatz mit Gütern belohnt, so dass er einer der reichsten Magnaten des Landes wurde. Früher wurde angenommen, er sei zum ersten Earl of Devon ernannt worden, doch wird dies mittlerweile auf seinen Sohn Baldwin bezogen.

## Herkunft
Über die Familie Redvers ist wenig bekannt, wenn es um die Zeit vor Richard geht. William Dugdale (1605–1686) setzte ihn fälschlich mit Richard, dem Sohn von Baldwin FitzGilbert (Baudouin de Meules) gleich, dem Sheriff von Devon zur Zeit Wilhelms des Eroberers. Dieser Irrtum wurde noch im späten 19. Jahrhundert kolportiert. The Complete Peerage bringt um 1890 William de Vernon als Vater ins Spiel, spätere Forschung zieht diese Ansicht in Zweifel. Andererseits sind drei Brüder „de Reviers“ aus der Zeit um 1060 in der Normandie bekannt, Baudouin, Guillaume und Richard, deren nahe Verwandtschaft zu Richard de Redvers man unterstellen kann. Da Richard seinen ältesten Sohn Baldwin nannte, ist es wahrscheinlich, dass sein Vater ebenso hieß.
Ähnlich wenig ist über Richards junge Jahre bekannt. Der Dichter Wace erwähnt um 1170 einen „sire de Reviers“ als Teilnehmer an der Schlacht von Hastings, doch ist nicht klar, ob es sich dabei um Richard handelt. Die erste klare Erwähnung Richards stammt aus der Mitte der 1080er Jahre: im Domesday Book von 1086 wird er als Besitzer von Mosterton Manor in Dorset erwähnt.

## Der Gefolgsmann Heinrichs
Nach Wace war Richard 1089 im Dienst des Herzogs Robert II. von Normandie, bekam aber die Erlaubnis, sich Roberts jüngerem Bruder Heinrich anzuschließen: Wilhelm der Eroberer hatte seinem ältesten Sohn Robert die Normandie gegeben, Heinrich hatte Teile davon gekauft, darunter das Cotentin und damit den Ort Néhou, den wichtigsten Besitz der Familie Redvers; da die Familie auch Besitz im Herrschaftsbereich Roberts hatte, diente sie nun also zwei Herren, zwischen denen Richard sich wohl entscheiden wollte. Als Heinrich sich mit seinen älteren Brüdern überwarf, stand Richard so unerschütterlich an seiner Seite, dass Ordericus Vitalis und Wilhelm von Jumièges ihn in ihren Chroniken erwähnen. Da Mosterton in dieser Zeit nicht mehr als Besitz der Familie erwähnt wird, ist anzunehmen, dass es von Königs Wilhelm Rufus wegen der Unterstützung für Heinrich beschlagnahmt wurde.
Als Wilhelm Rufus im Jahr 1100 starb und Heinrich dessen Nachfolge als König von England antrat, wurde Richard de Redvers schnell einer dessen engsten Vertrauten. Er tritt in mehr als zwanzig Dokumenten Heinrichs als Zeuge auf, an verschiedenen Orten und manchmal sogar als einziger. Nach Richards Tod war seine Treue auch Anselm von Canterbury eine Bemerkung wert.
Seine fortgesetzte Loyalität sollte sich für ihn lohnen. Er bekam von Heinrich große Landstriche geschenkt, darunter die Honour von Plympton in Devon, Carisbrooke auf der Isle of Wight und Christchurch in Hampshire (jetzt Dorset). Darüber hinaus besaß er weiterhin die Güter auf dem Kontinent, im Cotentin (Néhou) und im Vexin (Vernon) und erwarb die Manors Crowell (Oxfordshire) und Woolley (Berkshire) durch seine Heirat. Sein Besitz umfasste wohl rund 180 im Domesday Book erwähnte Güter alleine in Devon, darunter Tiverton und Honiton, Exter und Plympton. Die Honour of Christchurch bestand aus vielen über mehrere Grafschaften verstreute Manors. Er besaß fast die gesamte Isle of Wight mit Aufnahme von zwei Manors im Besitz des Bischofs von Winchester, und die Insel blieb im Besitz seiner Nachkommen, bis König Eduard I. sie 1293 der letzten Redvers, der sterbenden Isabel de Redvers, 8. Countess of Devon abkaufte. Insgesamt kann man Richard de Redvers zu den zwölf reichsten Baronen der Zeit rechnen. Dabei ist festzuhalten, dass weniger als ein Drittel der Ländereien, die er vom König erhielt, aus dem königlichen Besitz stammt, der größte Teil (inklusive der Isle of Wight) stammt aus den Gütern, die nach dem gescheiterten Aufstand der Grafen 1075 unter Roger de Breteuil, 2. Earl of Hereford beschlagnahmt worden waren.

## Der erste Earl of Devon?
Einige frühe Quellen deuten an, Richard de Redvers sei von Heinrich I. zum ersten Earl of Devon erhoben worden. Unter diesen Quellen sind
1. Die Chronik der Abtei Ford, die aber als unzuverlässig gilt, wenn es um die Familie Redvers geht[14]
2. Das Kartular von Twynham, das offenbar (3) folgt
3. Ein Zusatz, den ein späterer Schreiber in ein Dokuments Richards einfügte
4. Eine Kopie eines Dokuments Richards, die seine Witwe herausgab und bei der angenommen wird, dass der Schreiber das Wort ‚comitis‘ („Graf“) einfügte – das Originaldokument ist verloren.[15]

Gegen diese vier Dokumente stehen alle anderen Quellen, die Richard nie als Graf bezeichnen, ebenso wenig wie seine Kinder oder Enkel – oder seine Witwe, die sich nie als Countess ausgab. Trotzdem hat es lange Jahre Diskrepanzen in der Nummerierung der Earls of Devon gegeben. Seit dem frühen 20. Jahrhundert ist nun herrschende Meinung, dass Richards Sohn Baldwin der erste Earl war.

## Familie

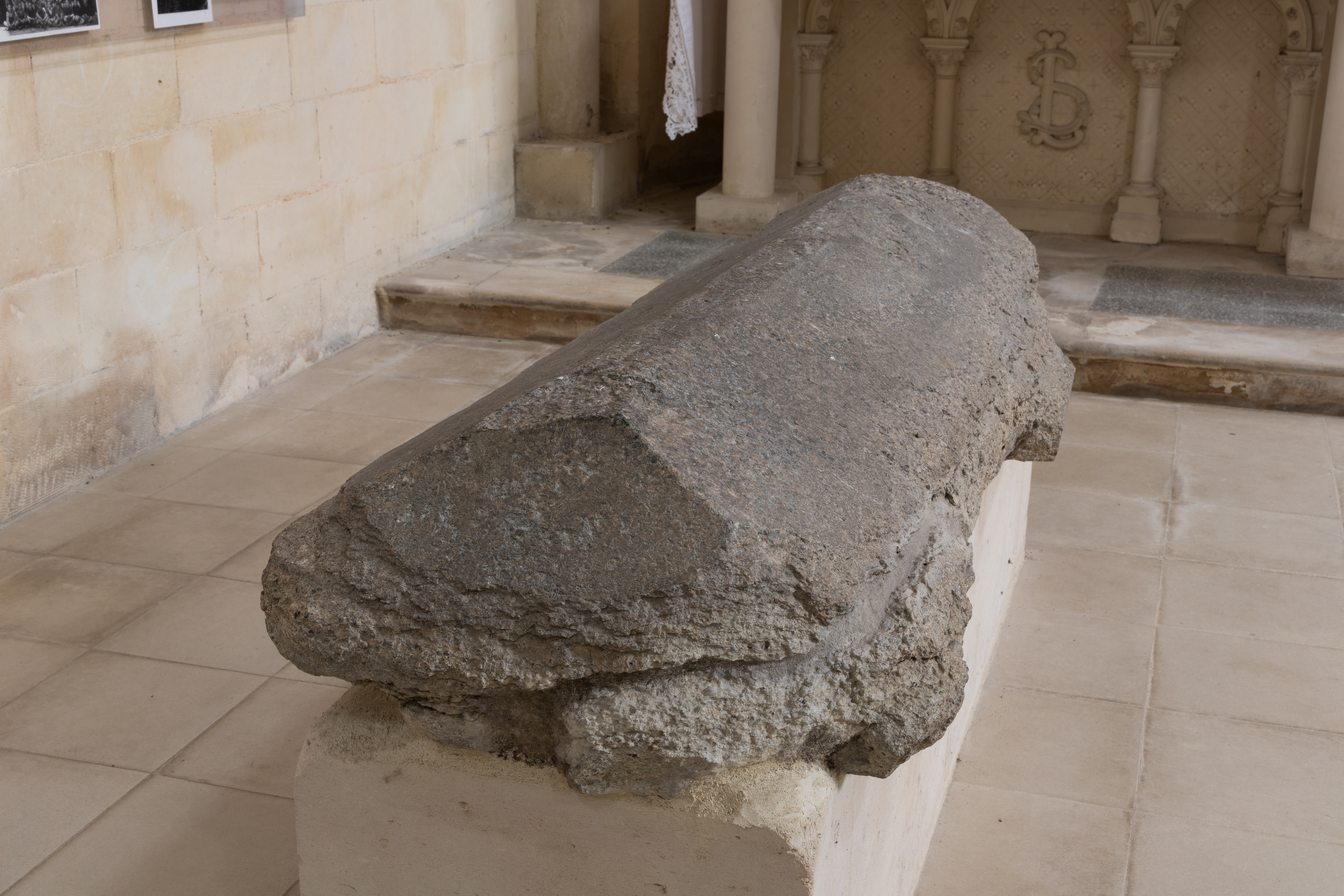
Erhaltener Deckel des Sarkophags, beschriftet mit „RIC. DE REVIERS FUND“

Richard hatte eine Schwester, Adelisa, und vermutlich einen Bruder, Hugo (Hugues/Hugh) Einige Jahre nach 1086, möglicherweise um 1094, heiratete er Adelisa, eine Tochter von William Peverel dem Älteren und Adleina von Lancaster. Fünf Kindes des Paares sind bekannt:
1. Baldwin († 4. Juni 1155), Earl of Devon vermutlich 1141; ⚭ Adelise
2. Guillaume de Vernon, Erbe des Besitzes in der Normandie; ⚭ Lucy de Tancarville, Tochter von Guillaume I. de Tancarville und Matilda d’Arques.
3. Robert de Sainte-Mère-Église
4. Hubert de Vernon
5. Hadewise de Redvers, ⚭ William de Roumare, Earl of Lincoln († vor 1161)

Richard de Redvere starb am 8. September 1107 und wurde in der Abtei Montebourg in der Normandie bestattet, als deren Gründer er angesehen wird. Seine Ehefrau Adelisa lebte bis etwa 1160.